# Joel Carroll
Joel Carroll, né le 11 septembre 1986 à Darwin, est un joueur australien de hockey sur gazon.

## Palmarès
- Médaille de bronze aux Jeux olympiques de Londres en 2012[1]